# 軟式棒球
軟式棒球，與一般使用軟木等作為材料的棒球（硬球）不同，是以橡膠等等作為素材的球來比賽的運動。發源地為日本。

## 歷史
起因為明治時代，從美國所傳來的棒球以大學棒球，高中棒球，國中棒球等形式開始了全國規模的大型比賽，小朋友們也以網球的球來當做棒球遊玩。但是，因為網球的耐久性與速度等問題，使得此項運動的人口慢慢的降低。因此在1919年（大正8年），在神戸市的東神橡膠公司開始販賣由橡膠製作而成，簡單且安全的軟式棒球用球。以此為契機，少年棒球的人口又再度增加，翌年的1920年（大正9年）在神戸組成了大日本少年棒球協會，並舉行了全國規模的大賽。其之後在1925年（大正14年），横井春野在東京組成了同名的團體。進入昭和時代之後1929年（昭和4年），在神戶的協會組成了以一般社會人士為對象的日本軟式棒球協會（「軟式棒球」名稱起源即為此協会）。之後也產生了大日本軟式棒球協会、日本軟式棒球連盟、極東軟式棒球協会等等的團體。
之後隨著第二次世界大戰的激烈化，發布了「橡膠禁制令」（1938年=昭和13年），散佈在各地的軟式棒球團體被統合為「全日本軟式棒球綜合協会」並打算舉辦全國性的大賽，卻被視為敵國的運動而被嚴厲規制，只能舉辦職業棒球比賽。終戰後的1946年（昭和21年），以東京都軟式棒球連盟為中心，在全國各都道府縣與文部科學省、日本體育協會等等的贊助之下，設立了全日本軟式棒球連盟。後來，以普及少年棒球為目的，在1970年（昭和45年）也開始舉辦了小學生與國中生的比賽。
廣義的來說，準硬式棒球也是軟式棒球的一種。因為原本的準硬式棒球是以「軟式棒球・準硬式部門」的名稱發展，準硬式棒球的比賽連盟以前也屬於軟式棒球連盟。隨著時代變化近年才分為準硬式與本來的軟式。以世界規模來說認知度不高，但是在古巴，少年期會常常打。

## 球的種類（變遷）

### 1951年～1968年
- A號　項目：少年（國中生）～一般　直徑：69.5-70.5（mm）
- B號　項目：準硬式　直徑：71.5-72.5（mm）
- C號　項目：學童（小學生）　直徑：67.5-68.5（mm）

### 1969年～1984年
追加成人用的球。
- L號　項目：一般　直徑：71.5-72.5（mm）

### 1985年～2005年
將至今的L號、A號～C號的名稱重新設定並重新定義。
- A號　項目：一般　直徑：71.5-72.5（mm）　※舊L號
- B號　項目：少年（國中生）　直径：69.5-70.5（mm）　※舊A號
- C號　項目：學童（小學生）　直径：67.5-68.5（mm）
- D號　項目：低年級學童　直徑：64.0-65.0（mm）※新規追加
- H號　項目：準硬式　直徑：71.5-72.5（mm）　※舊B號

### 2006年～現在
- 在A號球～C號球的球面上沒有凹凸。平成18年度大会之後開始使用，是55年以來公認球的設計變更。

特徴：雖然大小與重量，反彈力都與之前的球差不多，但是比起舊公認球飛行距離約多了10％，投手也較容易投出變化球。比起之前的球，球面的凹凸幾乎都消失了，為較接近圓滑的球體形狀。同時，缝線處（實際上軟球不需要像硬球那樣真的缝、只是類似縫線的突出）也有類似缝線的造型。缝線部分的握球感觸與非缝線部分差別很大，若是沒有握在缝線部份球會容易滑掉，與硬式棒球一樣，握球時握在正確的地方很重要。縫線凸起的設計，是為了使球的回轉受到空氣抵抗等影響，讓直球的尾勁更好，變化球的幅度更大，反彈力抑制在兩次以下的設計。
- D號球沒有變更。

- H號　項目：準硬式　直徑：71.5-72.5（mm）
- J號　項目：小學生　直徑：68.5-69.5（mm）　※新的少棒用
- M號　項目：中學生　直徑：71.5-72.5（mm）　※新的青少棒用

## 世界性普及
除了在古巴有著獨自的軟式棒球以外，在台灣較常見的則是硬式棒球，但也有與日本相同的軟式棒球，常見於學生聯盟。日本的軟式棒球雖然無法稱得上是世界規模，但是在日本國內的草野球（類似於台灣乙組）中仍然算是普及，且有社會人（類似於台灣業餘）球隊。

## 關聯項目
打軟式棒球出身的職業選手：
- 青木勇人
- 山本歩
- 三輪正義
- 清水章夫
- 河本育之
- 大友工
- 大野豊
- 土橋正幸

## 外部連結
- （財）全日本軟式野球連盟公式サイト （页面存档备份，存于）
- GBN全国草野球大会公式サイト （页面存档备份，存于）
- 全国軟式野球ストロングリーグ・ジャパンカップ公式サイト （页面存档备份，存于）
- 全国軟式野球リーグGrand Slam公式サイト